# Концерт для флейты Фридриха Великого в Сан-Суси
«Концерт для флейты Фридриха Великого в Сан-Суси» (нем. Flötenkonzert Friedrichs des Großen in Sanssouci; также «Концерт в Сан-Суси», «Концерт Фридриха в Сан-Суси») — картина немецкого художника Адольфа фон Менцеля, написанная в 1850—1852 годах. На картине в празднично освещённом концертном зале дворца Сан-Суси в Потсдаме король Пруссии Фридрих II даёт концерт для своих гостей и сам солирует на флейте. Полотно хранится в Старой национальной галерее в Берлине.
Фридрих Великий сочинял сонаты для флейты и, как считается, великолепно играл на ней. Перед ужином он часто выступал с собственными сочинениями перед родственниками, друзьями и подчинёнными. Адольф фон Менцель изобразил одну из таких возможных сцен прошлого: в центре хорошо освещённого музыкального зала у нотного пюпитра стоит монарх, перед ним справа расположились музыканты, слева и за спиной Фридриху внимают празднично одетые гости. Менцель даёт понять, что королевская музыка заворожила отнюдь не всех.
Художник написал несколько эскизов для этой картины, в которых работал с мебелью, нотным пюпитром, архитектурными деталями, костюмами и позами персонажей. Изображённое на картине помещение сохранилось во дворце до настоящего времени, но у Менцеля оно выглядит больше реальных размеров. Менцель, художник-реалист, стремился воссоздать обстановку и атмосферу эпохи рококо. Работая над образом главного персонажа, художник ориентировался на идеализированные портреты молодого Фридриха II, написанные в XVIII веке. По собственным словам Менцеля, при написании этой картины его больше интересовал свет от свечей, а не люди. Одному из посетителей художник якобы признавался, что писал картину по сути только «ради люстры».
Центральное место на картине занимает Фридрих Великий, который, приготовившись играть на флейте, стоит у нотного пюпитра, освещаемого двумя свечами. На голове короля парик с косичкой, он одет в расстёгнутый длинный прусский синий сюртук на красной подкладке и солдатские сапоги с отворотами. Флейтисту аккомпанируют музыканты, играющие на клавесине и смычковых. За исключением клавесиниста и виолончелиста все присутствующие в зале мужчины стоят в знак почтения королю. Нотный пюпитр Фридриха, расположенный в центре картины, разделяет её на две неравные части. В каждой из сторон находится по восемь человек, из которых пятеро стоят и трое сидят.
У правого края картины пожилой мужчина смотрит в пол, а не на короля. Это его учитель игры на флейте Иоганн Иоахим Кванц, который выглядит полностью погружённым в звуки музыки. Он держится по-отечески просто, задумчиво оперся спиной на картину на стене и своей позой не выражает должного абсолютного уважения к монарху. Перед Кванцем в образе музыканта со скрипкой в руках Менцель изобразил концертмейстера Франтишека Бенду. За клавесином сидит сын Иоганна Себастьяна Баха Карл Филипп Эммануил, отслуживший королю 28 лет. По мнению Менцеля, он не самого высокого мнения о музыкальном таланте своего работодателя: в ожидании вступить в игру Бах вроде бы и следит за солистом, но выражение его лица равнодушно холодно, а глаза полузакрыты.
Личности слушателей концерта, изображённых на картине слева, известны точно: на одном из эскизов к картине художник указал их имена. На первом плане в старомодном парике стоит граф Густав Адольф фон Готтер, по свидетельствам современников, докучливый бонвиван, умело пользовавшийся расположением короля Фридриха. Чуть дальше за ним, запрокинув лицо в восторге, стоит барон Якоб Фридрих фон Бильфельд. Он входил в круг почитателей Фридриха Великого и присутствовал на его концертах действительно ради музыки, а не чести быть приглашённым. Математик и географ Пьер Луи де Мопертюи, напротив, от скуки рассматривает потолок, он один из тех приглашённых, кому музыка не так уж интересна. На заднем плане картины на обитой красным софе восседает любимая сестра Фридриха Великого Вильгельмина. Пожилая дама в центре картины за нотным пюпитром — графиня Кама. По правую руку от Вильгельмины и точно за спиной музицирующего короля сидят младшая сестра Фридриха Амалия, тоже занимавшаяся сочинением музыки, а также одна из придворных дам. За принцессами расположился придворный капельмейстер Карл Генрих Граун. На заднем плане также изображён друг короля Фридриха Шасо.